# Avena abyssinica
Espèce
Avena abyssinica, l'avoine d'Abyssinie, est une espèce de plantes monocotylédones de la famille des Poaceae, sous-famille des Pooideae, originaire d'Afrique de l'Est.
Ce sont des plantes herbacées annuelles, aux tiges dressées, pouvant atteindre 100 cm de long, et aux inflorescences en panicules.
Cette espèce tétraploïde (2n = 4x = 28) est traditionnellement cultivée en Éthiopie pour ses grains. C'est avec Avena sativa, Avena byzantina, Avena strigosa et Avena nuda, l'une des cinq espèces cultivées du genre Avena.

## Liste des variétés
Selon Tropicos (22 décembre 2017) (Attention liste brute contenant possiblement des synonymes) :
- variété Avena abyssinica var. abyssinica
- variété Avena abyssinica var. baldratiana Cif.
- variété Avena abyssinica var. granulata Chiov.
- variété Avena abyssinica var. neoschimperi Cif.